# 広井雄士
広井 雄士（ひろい ゆうと、2001年9月23日 - ）は、日本の俳優。株式会社SUI所属。身長170cm。
新潟県出身。

## 来歴・略歴
4歳～14歳まで器械体操を学ぶ。中学時代に映画「アメイジング・スパイダーマン2」を観て俳優になりたいと感じ、高校を卒業後すぐに上京・俳優養成所に1年間通い、株式会社SUIに所属。
2021年 Panasonic の企業広告「ナノイーX 呼吸篇」にてデビュー。
2022年4月「アマネ†ギムナジウム オンステージ」にて初舞台を踏む。同年に演劇ユニット「*pnish*」の佐野大樹がプロデュースする「minish*」に参加。

## 出演

### 舞台
- 「アマネ†ギムナジウム オンステージ」[3]（2022年4月22日 - 5月15日、Mixalive TOKYO Theater Mixa）- ダミアン・ベーゼンマン 役（Wキャスト）
- minish* vol.1「パニックカフェ」[4]（2022年8月17日 - 21日、THEATER GREEN BOX in BOX THEATER） - ジャンクブラザーズ弟 役
- ミュージカル『テニスの王子様』4thシーズン  - 宍戸 亮 役
  - 青学vs氷帝 [5]（東京公演 2023年1月7日 - 15日、TACHIKAWA STAGE GARDEN / 大阪公演 1月20日 - 29日、メルパルクホール大阪 / 福岡公演 2月3日 - 5日、キャナルシティ劇場 / 岐阜公演 2月17日 - 19日、土岐市文化プラザ サンホール / 東京凱旋公演 2月25日 - 3月5日、TOKYO DOME CITY HALL）
  - 「テニミュ秋の合同大運動会2023」[6](2023年11月14日 - 11月15日、有明アリーナ)
  - 「DREAM LIVE2024 Memorial Match」[7](兵庫公演 2024年5月25日 - 5月26日、神戸ワールド記念ホール / 東京公演 2024年5月31日 - 6月2日、有明アリーナ)
  - 青学vs氷帝（東京公演 2025年7月6日 - 13日、Kanadevia Hall / 大阪公演 7月19日 - 27日、SkyシアターMBS / 岐阜公演 8月1日 - 3日、土岐市文化プラザ サンホール / 福岡公演 8月15日 - 17日、久留米シティプラザ グランドホール / 東京公演 8月23日 - 31日〈予定〉、日本青年館ホール）[8]
- minish* vol.2「リバース ヒストリカ」[9][10]（2023年4月26日 - 29日、赤坂RED/THEATER）- 大塚（信長） 役
- 舞台『Collar×Malice -柳愛時編-』[11]（2023年5月14日 - 21日、こくみん共済 coop ホール／スペース・ゼロ）- 吉成 秀明 役
- 「マッシュル-MASHLE-」THE STAGE- フィン・エイムズ役
  - 「マッシュル-MASHLE-」THE STAGE[12][13][14] （東京公演 2023年7月4日 - 11日、東京国際フォーラム ホールC / 兵庫公演 7月15日 - 17日、AiiA 2.5 Theater Kobe)
  - 「マッシュル-MASHLE-」THE STAGE  2.5（東京公演 2024年8月2日 - 12日、天王洲 銀河劇場 / 兵庫公演 8月17日 - 19日、AiiA 2.5 Theater Kobe）[15]
  - ネルケプランニング30th ANNIVERSARY『ネルフェス2024』後夜祭！(2025年1月20日、TDCホール)[16]
- 夏休み！オン・ステージ「ふしぎ駄菓子屋 銭天堂」[17]（2023年8月17日 - 27日、品川プリンスホテル クラブeX）- ぜにてんプレイヤーズ(佐々木先生、さっきのまゆみ、グミ、タクシーの乗客、工藤幹也) 役
- 「苦闘のラブリーロバー」[18]（2023年10月4日 - 9日、シアターサンモール）- シンタ 役
- シンる・ひま　オリジナ・る ミュージカ・る「ながされ・る君へ～足利尊氏太変記～」[19]（2023年12月28日 - 31日、明治座）- 風清 役
- 特殊ミステリー歌劇『心霊探偵八雲』-呪いの解法-（2024年2月21日 - 3月3日、品川プリンスホテル クラブeX） - 川端上也 役[20]
- 舞台『フルーツバスケット The Final』（2024年10月18日 - 27日、ヒューリックホール東京） - 真鍋翔 役[21]
- シンる・ひま オリジナ・る ミュージカ・る 革命『もえ・る剣』（東京公演 2024年12月27日 - 2025年1月2日、シアターH / 大阪公演 2025年1月18日・19日、サンケイホールブリーゼ） - 藤堂平助 役[22]
- minish* vol.3「モンスターボックス」(2025年2月23日 - 2025年2月28日、Mixalive TOKYO Theater Mixa） - 雪村 数馬 役(主演)[23]
- ハジケ・る ポップコーン一座『テイ・る オブ ナイトメア』〜不思議の国の給仕係〜（2025年3月22日、I'M A SHOW）[24][25]
- 舞台『99』（2025年5月10日 - 18日、こくみん共済 coop ホール／スペース・ゼロ） - マツイ 役[26]
- ミュージカル『フラガリアメモリーズ』 - クロード 役 
  - ミュージカル『フラガリアメモリーズ』〜純真の結い目〜（2025年5月23日 - 6月1日、シアターH / 6月6日 - 8日、AiiA 2.5 Theater Kobe） - 映像出演[27]
  - ミュージカル『フラガリアメモリーズ』〜Promise of Love〜（2025年11月21日 - 30日〈予定〉、シアターH / 12月5日 - 7日〈予定〉、AiiA 2.5 Theater KobeAiiA 2.5 Theater Kobe）[28]
- Classic Movie Reading Vol.5『カサブランカ』（2025年9月6日・7日〈予定〉、博品館劇場） - ギレルモ・ウガーテ 役[29]

### 映画
- スマホ向け縦型映画「TikTok怪談×ノロイ」(2024年11月26日公開) - 鏡夜 雹 役（主演）[30]

### イベント
- 「アマネ†ギムナジウム オンステージ」Spezialkaffeetrinken（シュペツィエルカフェトリンケン）～古屋兎丸先生と過ごす特別なドイツのお茶会〜 （2022年5月5日、Live Cafe Mixa)
- 『テニミュ春の上映祭』～ミュージカル『テニスの王子様』シーズン 青学vs氷帝～（2023年5月11日、Mixalive TOKYO Theater Mixa）
- ミュージカル『テニスの王子様』4thシーズン 青学(せいがく) vs 氷帝 Blu-ray/DVD発売記念イベント（2023年9月10日）
- 「広井雄士 22nd Birthday Event」（2023年9月23日、ワテラスコモンホール）
- 「広井雄士 2024 カレンダー 発売記念イベント」(2024年1月8日、音楽の友ホール)
- 「舞台『Collar×Malice』Blu-rayディスク上映イベント2024」(2024年2月3日、ニッショーホール)
- 「『マッシュル-MASHLE-』THE STAGE Blu-ray/DVD発売記念イベント」(2024年2月12日)
- 「PHOTO BOOK in OKINAWA 手渡し会」(2024年3月9日、LMJ東京研修センター)
- 「SUI Event2024」[31](2024年3月20日、横浜・新都市ホール)
- 「流され・る君へ～足利尊氏太変記～ 上映会」(2024年8月25日、日経ホール)
- 「広井雄士 23rd Birthday Event」（2024年9月23日、音楽の友ホール）
- 「広井雄士2025年壁掛け＆卓上カレンダー手渡し会」（2025年1月13日、LMJ東京研修センター）

### 配信
- minish*生配信
  - パニックカフェ第1回（2022年6月12日）[32]
  - パニックカフェ第3回（2022年7月25日）[33]
  - パニックカフェ第5回（2022年8月1日）[34]
  - パニックカフェ第6回（2022年8月4日）[35]
  - パニックカフェ第7回（2022年8月11日）[36]
  - パニックカフェ第8回（2022年8月14日）[37]
  - リバースヒストリカ第1回（2023年3月13日）[38]
  - リバースヒストリカ第2回（2023年4月3日）[39]
  - リバースヒストリカ第6回（2023年4月16日）[40]
  - リバースヒストリカ第8回（2023年4月23日）[41]
  - モンスターボックス第1回（2025年1月29日）[42]
  - モンスターボックス第2回（2025年2月2日）[43]
  - モンスターボックス第5回（2025年2月12日）[44]
  - モンスターボックス第7回（2025年2月19日）[45]
- SUIチャンネル
  - vol.68『広井雄士21th BIRTH DAY 特別番組』（2022年9月23日）[46]
  - vol.80『大野紘幸・広井雄士』（2023年2月8日）[47]
  - vol.90『川村玲央・広井雄士・福島海太』（2023年5月22日）[48]
  - vol.100『SUIチャンネル100回記念特別番組 矢田悠祐・吉村駿作・広井雄士』（2023年8月30日）[49]
  - vol.105『広井雄士 22nd BIRTHDAY特別番組』ゲスト：中原弘貴(2023年10月14日)[50]
  - vol.110『キャスト：吉村駿作・広井雄士』(2023年11月20日)[51]
  - vol.115『キャスト：内藤大希・広井雄士 』(2024年1月15日)[52]
  - vol.117『福島海太 26th BIRTH DAY 特別番組』(2024年2月13日)[53]
  - vol.123『SUI Event 2024振返り特別番組』(2024年4月11日)[54]
  - vol.126『キャスト：大野紘幸・広井雄士』(2024年5月27日)[55]
  - vol.132『キャスト：広井雄士・吉村駿作』(2024年8月26日)[56]
  - vol.133『キャスト：広井雄士・吉村駿作 ボーリング特別版配信』(2024年8月26日)[57]
  - vol.141『キャスト：田村升吾・広井雄士』(2024年10月28日)[58]
  - 広井雄士 23rd Birthday Event 振り返り[59]
  - vol.144『キャスト：内藤大希・広井雄士』(2024年11月22日)[60]
  - SUIチャンネル vol.155『キャスト：矢田悠祐・広井雄士』(2025年3月10日)

### CM
- Panasonic 「ナノイーX 呼吸篇」（2021年11月1日 - ）[61]
- FANCL企業広告・そこまでやりますチャンネル「やさしくふれて 10g以下の関係篇」（2022年12月9日 - ）[62]

### メディア掲載
- ジャンプSQ. -  2022年12月号（2022年、集英社）
- WiNK UP（ウインクアップ） -  2023年1月号（2022年、WANI BOOKS）
- 週刊少年ジャンプ - 2023年28号（2023年、集英社）
- えんぶ - 2023年12月号(2023年、えんぶ)
- Next Stars - vol.4(2024年、ネクストスターズ編集部)
- コンプティーク - 2024年10月号(2024年、株式会社KADOKAWA)
- えんぶ - 2024年12月号(2024年、えんぶ)

### webラジオ
- テニミュ・モバイル[63]　第129回:「『ミュージカル・テニスの王子様』4thシーズン 青学vs氷帝」Bチーム【塩田一期、岩崎悠雅、広井雄士、明石陸】

### その他
- 俳優チャット小説アプリ「KISSMILLe」
  - 『reRise - 女性総理と九人の参謀 -』 - 孝塚信乃 役